# Vsё delo v brate
Vsё delo v brate (Всё дело в брате) è un film del 1976 diretto da Valentin Gorlov.

## Trama
Due figli completamente diversi crescono nella stessa famiglia. Il più giovane, Frol Kalitkin, un esemplare dell'ottavo grado, vincitore delle Olimpiadi, il primo studente. E il maggiore, Andryuša, è un fannullone, un barbone e un tizio. Il "corretto" Frol viene assunto per crescere suo fratello.